# Femtossegundo
Femtossegundo (fs) é uma unidade de medida de tempo. Corresponde a 10-15 segundos, ou seja, um quadrilionésimo de segundo. O femtossegundo está para um segundo como um segundo está para 31,7 milhões de anos.
O femtossegundo está sendo utilizado no laser de femtossegundo, que serve para cirurgias para correção de graus de miopia, astigmatismo, hipermetropia.
1 femtossegundo é 10-15 segundos, então se fôssemos escrevê-lo seria: 0.000000000000001 de segundo então seria necessários 1000000000000000 de femtossengundos para fecharmos um segundo.
Cálculos:
10-15 = 0.000000000000001
1 segundo / 1 femtossegundo = 1/0.000000000000001
1/0.000000000000001 = 1000000000000000 